# 卡爾文 (伊利諾伊州)
卡爾文（英語：Calvin）是位於美國伊利諾伊州懷特縣的一個非建制地區。該地的面積和人口皆未知。

## 地理
卡爾文的座標為38°12′21″N 88°01′07″W / 38.20583°N 88.01861°W，而該地的平均海拔高度為132米（即433英尺）。